# كارل غيسر
كارل غيسر (بالألمانية: Karl Gießer)‏ (مواليد 29 أكتوبر 1928) هو لاعب كرة قدم. يلعب مع منتخب النمسا لكرة القدم. سبق له أن لعب في كأس العالم لكرة القدم مع منتخب بلاده.

## روابط خارجية
- كارل غيسر على موقع الاتحاد الدولي (مؤرشف)  (الإنجليزية)
- كارل غيسر على موقع قاعدة بيانات كرة القدم.إي يو (الإنجليزية)
- كارل غيسر على موقع ناشيونال فوتبول تيمز (الإنجليزية)
- كارل غيسر على موقع Soccerway.com (الإنجليزية)
- كارل غيسر على موقع عالم كرة القدم.نت (الإنجليزية)